# Marcin Bielski
Marcin Bielski (sau Wolski) (n. 1495, Biała, Pajęczno County⁠(d), voievodatul Łódź, Polonia – d. 18 decembrie 1575, Biała, Gmina Rząśnia⁠(d), voievodatul Łódź, Polonia) a fost un cronicar, soldat, traducător și poet satiric polonez. S-a născut din părinți nobili pe moșia patrimonială în Biała, Pajęczno (de unde numele de familie), în provincia poloneză Sieradz. Numele Wolski este derivat de la moșia sa din Wola. El a fost primul care a folosit limba poloneză in literatură, și de aceea este considerat părintele prozei poloneze.

## Viața
Bielski a fost educat la Universitatea din Cracovia, fondată de Cazimir cel Mare în 1364, și a petrecut ceva timp cu guvernatorul militar al acestui oraș. El a servit în armată în războaiele împotriva Țării Românești și tătarilor, și a participat la bătălia de la Obertyn împotriva armatelor moldovene ale lui Petru Rareș în 1531.

## Opera
A fost autorul mai multor lucrări, printre care:
- Zywoty Filosofow (Viețile filosofilor, 1535)
- Kronika Swiata (Cronica Lumii, 1550-1564), de la timpurile de început până în zilele contemporane lui, împărțită în șase perioade. Aceasta a fost prima istoriei universală publicat într-o limbă națională, precum și prima încercare de a scrie o istorie completă a Poloniei, 550 - 1580; în ediția a doua (1554) există o referință la America. După moartea autorului lucrarea a fost continuată, rearanjată, și a adus la zi pentru anul 1597 de către fiul său Joachim (n. 1540;. D 1599), secretarul regelui Sigismund al III-lea sub titlul Kronika Polska (Cronica Poloniei).
- Sprawa Rycerskiego, (1569), un tratat de artă militară bazat pe știința militară greacă, în opt părți. Acesta conține date valoroase despre armata poloneză și subiecte înrudite.

După moartea lui Bielski, i-au fost publicate mai multe poezii satirice:
- Seym Majowy (Dieta  din mai, 1590), descriind degradarea Ungariei, precum și un apel la conaționalii săi să emuleze un standard mai ridicat de viață
- Seym Niewiesci, (Consiliul Femeilor, 1586-1595), analiză a condițiilor politice existente atunci în Polonia
- Sen Maiowy (Vis de mai, 1586)
- Komedia Iustina y Konstanciey (Comedia lui Iustinian și a Constantiei, 1557)